# Johanne Defay
Pour les articles homonymes, voir Defay.
Johanne Defay est une surfeuse professionnelle française née le 19 novembre 1993 au Puy-en-Velay et licenciée depuis 2001 à La Réunion. Elle a remporté six étapes de la World Surf League : l'US Open of Surfing en 2015, le Fiji Women's Pro en 2016, l'Uluwatu CT en 2018, le Surf Ranch Pro en 2021, le Pro G-Land en 2022 et le MEO Rip Curl Pro Portugal en 2024.

## Biographie
Johanne Defay pratique son sport depuis l'âge de huit ans à l'île de La Réunion. Elle participe très vite à ses premières compétitions et est sacrée championne d'Europe junior en 2009, 2011 et 2013. Cette même année, elle décroche également le titre de championne d'Europe et parvient à se qualifier pour le Championship Tour, élite mondiale du surf. Elle se classe 8e et est sacrée Rookie of the year, titre qui récompense la meilleure surfeuse au classement général lors de sa première saison dans l'élite.
Sa saison 2015 est marquée par une troisième place au Fiji Women's Pro à Tavarua et par sa première victoire sur le CT lors du Women's Vans US Open of Surfing à Huntington Beach, aux États-Unis, face à l'Australienne Sally Fitzgibbons. Il s'agit alors de la deuxième victoire française sur le CT féminin après la victoire d'Anne-Gaëlle Hoarau au Vania Trophée Féminin en 1992.

## Carrière
Johanne Defay devient la surfeuse numéro 1 française et européenne en 2014 après sa 8e place mondiale sur le WCT. Historiquement, jamais une française n'avait atteint ce classement mondial. 
Le 2 août 2015, Johanne Defay s'impose sur la 6e manche du WCT à Huntington Beach en Californie, exactement 23 ans après la précédente victoire tricolore sur ce circuit mondial féminin. Alors que la dernière victoire d'une Française s'était déroulée à domicile (Anne Gaëlle Hoareau, île de la Réunion), Johanne Defay est la première à s'imposer à l'étranger. Elle est aussi la première surfeuse à gagner en finale alors qu'elle ne fait pas partie du top 10 mondial (11e avant la compétition).  
Paradoxalement, Johanne Defay peine à trouver des sponsors. Pour les saisons 2014 et 2015, la Réunionnaise n'a pas pu compter sur l'aide d'un sponsor majeur comme les 16 autres filles du World Tour et a dû monter un projet de crowdfunding début 2015 afin de financer son année. Grâce à cela, elle a réussi à réunir le budget nécessaire au bon déroulement de sa saison (10 étapes: Australie, Brésil, Fidji, USA, France, Portugal, Hawaï) et elle a fédéré quelques partenaires autour de son projet.
Elle remporte sa deuxième victoire sur le circuit d'élite en 2016 à l'occasion du Fiji Women's Pro à Tavarua.
En 2018, elle s'impose pour la troisième fois lors d'une étape du Championship tour, à Uluwatu à Bali. Cette étape, commencée à Margaret River en Australie, s'est conclue sur l'île indonésienne après avoir été suspendue à la suite d'attaques de requins sur la côte ouest australienne.
En 2020, elle reprend ses études grâce à l’un de ses sponsors, la Française Des Jeux et suit une formation au sein de l’EM Lyon Business School.
En juin 2021, elle atteint la deuxième place provisoire de la World Surf League en remportant l'étape du Championship Tour, à Lemoore en Californie.
En juillet 2021, elle participe en équipe de France aux Jeux Olympiques d'été de Tokyo, aux côtés de Jérémy Florès, Michel Bourez et Pauline Ado.
Aux Jeux olympiques d'été de 2024, organisés à Paris, elle chute au début de la compétition de surf, disputée sur la vague de Teahupo'o, en Polynésie française. Suturée, elle parvient néanmoins à se qualifier pour la phase finale, où elle s'impose successivement face à l'Australienne Molly Picklum, la Française Vahine Fierro et l'Américaine Carissa Moore. Battue par Caroline Marks en demi-finale, elle s'impose face à la Costaricienne Brisa Hennessy pour remporter la médaille de bronze, Johanne Defay apporte la toute première médaille olympique de l'histoire du surf français.

## Palmarès et résultats

### Saison par saison

#### Carrière junior
- 2009 :
  - Championne d'Europe junior
- 2011 :
  - 1re du Rexona Girls Pro Junior aux Trois-Bassins (La Réunion)[rj 1]
  - 3e du Oakley Pro Junior San Sebastian à Saint-Sébastien (Espagne)[rj 2]
  - 2e du Billabong Pro Junior Sopelana à Biscaye (Espagne)[rj 3]
  - 2e du Airwalk Lacanau Pro Junior à Lacanau (France)[rj 4]
  - 3e du Oakley ASP World Junior à Bali (Indonésie)[rj 5]
  - 2e du Arnette ASP World Junior à Rio de Janeiro (Brésil)[rj 6]
  - Championne d'Europe junior
- 2012 :
  - 2e du Breti Girls Pro Junior à Brétignolles-sur-Mer (France)[rj 7]
- 2013 :
  - 1re du Sooruz Royan Atlantique Pro Junior à Royan (France)[rj 8]
  - 2e du Sopela O'Neill Pro Junior à Biscaye (Espagne)[rj 9]
  - 1re du Gijon Pro Junior Women à Gijón (Espagne)[rj 10]
  - 1re du Airwalk Lacanau Pro Junior à Lacanau (France)[rj 11]
  - 1re du Swatch Girls Pro France Junior à Seignosse (France)[rj 12]
  - 1re du Surf Rias Baixas Pro à O Grove (Espagne)[rj 13]
  - 3e du HD World Junior Championship à Florianópolis (Brésil)[rj 14]
  - Championne d'Europe junior

#### Carrière professionnelle
- 2013
  - 2e du Swatch Girls Pro France à Seignosse (France)
  - Championne d'Europe
- 2014
  - 3e du Swatch Women's Pro Trestles à San Clemente (États-Unis)
  - 3e du Roxy Pro France à Hossegor (France)
  - Rookie of the year
- 2015
  - 3e du Fiji Women's Pro à Tavarua (Fidji)[r 1]
  - 1re du Women's Vans US Open of Surfing à Huntington Beach (États-Unis)[r 2]
- 2016
  - 3e du Roxy Pro Gold Coast à Snapper Rocks (Australie)
  - 1re du Fiji Women's Pro à Tavarua (Fidji)[r 3]
  - 3e du Cascais Women's Pro à Cascais (Portugal)
- 2017
  - 1re du Anditi Women's Pro à Newcastle (Australie)[r 4]
  - 1re du Port Stephens Toyota NSW Pro à Birubi Beach, Port Stephen (Australie)[r 5]
  - 3e du Roxy Pro Gold Coast, en Australie
  - 2e du Oi Rio Pro, au Brésil
- 2018
  - 1re du Uluwatu CT à Uluwatu, Bali (Indonésie)[r 6]
- 2019
  - 2e du Freshwater Pro à Lemoore, Californie (États-Unis)[r 7]
  - 3e du Roxy Pro, en France
- 2021
  - 1re du Jeep Surf Ranch Pro à Lemoore, Californie (États-Unis)[9]
  - 2e du Rip Curl Rottnest Search, en Australie
- 2022
  - 1re du Pro G-Land, en Indonésie
  - 2e du Oi Rio Pro, au Brésil
  - 3e du Surf City El Salvador Pro, au Salvador
- 2024
  - 1re du MEO Rip Curl Pro, au Portugal
  - 2e du Rip Curl Pro Bells Beach, en Australie
  -  Médaille de bronze aux Jeux olympiques de Paris, sur la vague de Teahupo'o à Tahiti[10]

## Décorations
- Chevalier de l'ordre national du Mérite (2024)[11]
- Chevalière de l'ordre du Mérite maritime (décret du 8 mars 2022)[12].

### Resultats junior
1. ↑  (en) Résultats du Rexona Girls Pro Junior 2011 sur le site de la WSL
2. ↑  (en) Résultats du Oakley Pro Junior San Sebastian 2011 sur le site de la WSL
3. ↑  (en) Résultats du Billabong Pro Junior Sopelana 2011 sur le site de la WSL
4. ↑  (en) Résultats du Airwalk Lacanau Pro Junior 2011 sur le site de la WSL
5. ↑  (en) Résultats du Oakley ASP World Junior 2011 sur le site de la WSL
6. ↑  (en) Résultats du Arnette ASP World Junior 2011 sur le site de la WSL
7. ↑  (en) Résultats du Breti Girls Pro Junior 2012 sur le site de la WSL
8. ↑  (en) Résultats du Sooruz Royan Atlantique Pro Junior 2013 sur le site de la WSL
9. ↑  (en) Résultats du Sopela O'Neill Pro Junior 2013 sur le site de la WSL
10. ↑  (en) Résultats du Gijon Pro Junior Women 2013 sur le site de la WSL
11. ↑  (en) Résultats du Airwalk Lacanau Pro Junior 2013 sur le site de la WSL
12. ↑  (en) Résultats du Swatch Girls Pro France Junior 2013 sur le site de la WSL
13. ↑  (en) Résultats du Surf Rias Baixas Pro 2013 sur le site de la WSL
14. ↑  (en) Résultats du HD World Junior Championship 2013 sur le site de la WSL

### Resultats professionnels
1. ↑  (en) Résultats du Fiji Women's Pro 2015 sur le site de la WSL
2. ↑  (en) Résultats du Women's Vans US Open of Surfing 2015 sur le site de la WSL
3. ↑  (en) Résultats du Fiji Women's Pro 2016 sur le site de la WSL
4. ↑  (en) « 2017 Anditi Women's Pro », sur World Surf League (consulté le 9 avril 2018)
5. ↑  (en) « 2017 Port Stephens Toyota NSW Pro », sur World Surf League (consulté le 9 avril 2018)
6. ↑  (en) « Results - 2018 Uluwatu CT - Women's », sur World Surf League (consulté le 1er juillet 2018)
7. ↑  (en) « Results - 2019 Freshwater Pro », sur World Surf League (consulté le 23 septembre 2019)